# Clethrogyna algiricum
Clethrogyna algiricum är en fjärilsart som beskrevs av Lucas 1849. Clethrogyna algiricum ingår i släktet Clethrogyna och familjen tofsspinnare. Inga underarter finns listade i Catalogue of Life.